# Autostrady i drogi ekspresowe w Holandii
Sieć autostrad w Holandii (holenderski autosnelweg) należy do najgęstszych w Europie i na świecie, wynosi 57,5 km/1000 km². Ich łączna długość szacowana jest na 2360 km.

## Lista
- Amsterdam – Hilversum – Amersfoort – Apeldoorn – Deventer – Hengelo – Niemcy (Bad Bentheim)
- Amsterdam – Utrecht – ’s-Hertogenbosch – Eindhoven – Weert – Geleen – Maastricht – Belgia (Visé)
- Amsterdam – Schiphol – Hoofddorp – Leiden – Haga – Delft
- Vlaardingen – Hoogvliet
- Bergen op Zoom – Belgia (Antwerpia)
- Hoofddorp – Badhoevedorp(- Haarlem)
- A1 – Almere – Lelystad – Emmeloord – Joure
- Zaanstad – Purmerend – Hoorn – (Afsluitdijk) – Sneek – Heerenveen – Drachten – Groningen – Hoogezand – Winschoten – Bad Nieuweschans – Niemcy (Bunde)
- Amsterdam – Zaanstad
- A1 – Amsterdam Zuidoost – Amstelveen – Hoofddorp/Haarlem – Haarlem – Beverwijk – Alkmaar
- obwodnica Amsterdamu
- Niemcy (Oberhausen) – Zevenaar – Arnhem – Ede – Utrecht – Gouda – Zoetermeer – Haga
- Haga – Rotterdam
- Europoort – Rotterdam – Dordrecht – Gorinchem – Tiel – Nijmegen
- Rotterdam – Dordrecht – Breda – Belgia (Antwerpia)
- Moerdijk – Roosendaal
- Zevenaar – Doetinchem – Varsseveld
- Gouda – Rotterdam – Vlaardingen – Maassluis
- Velsen – Beverwijk
- Breda – Gorinchem – Utrecht – Hilversum – Huizen – Almere
- Utrecht – Amersfoort – Harderwijk – Zwolle – Meppel – Hoogeveen – Assen – Groningen
- Rotterdam – Dinteloord
- Barneveld – Ede
- Harlingen – Leeuwarden
- Meppel – Steenwijk – Heerenveen – Akkrum – Leeuwarden
- Enschede – Hengelo – Almelo – Wierden
- Hoogeveen – Emmen – Zwartemeer
- A15/A16 – Ridderkerk
- Wassenaar – Leiden – Nieuw-Vennep
- Eindhoven – Oss – Wijchen – Arnhem – Apeldoorn – Zwolle
- Eindhoven – Tilburg – Breda – Roosendaal – Bergen op Zoom – Goes – Middelburg – Vlissingen
- Willemstad – Moerdijk – Waalwijk – ’s-Hertogenbosch – Oss
- Tilburg – Berkel-Enschot
- Belgia (Turnhout) – Eindhoven – Venlo – Niemcy (Duisburg)
- A50 – Nijmegen – Venlo -Roermond – A2 w pobliżu Maasbracht
- Venlo – Niemcy (Kaldenkirchen)
- Belgia (Genk) – Stein – Geleen – Heerlen – Niemcy (Aachen)
- Boxmeer – Niemcy (Goch)
- Maastricht – Heerlen
- Zwanenburg – Haarlem (dawna A5)
- Velsen (A22) – Haarlem
- Goes – A58
- Eindhoven – Helmond
- Arnhem – Nijmegen (dawna A52)
- Wijchen – Nijmegen
- Arnhem – Dieren (dawna A48)

## Byłe autostrady
- A205: A9 – Haarlem (obecnie N205)
- A261: Tilburg – Loon op Zand (obecnie N261)
- A68: Weert – Roermond (obecnie N280)